# Corrado II di Baviera
Corrado II detto il Bambino (Ratisbona, settembre o ottobre 1052 – Ratisbona, 10 aprile 1055) è stato duca di Baviera dal 1054 al 1055.

## Biografia
Era il secondo figlio dell'imperatore Enrico III e della sua seconda moglie Agnese di Poitou, dunque membro della dinastia salica. Fu brevemente duca di Baviera, succedendo al fratello maggiore Enrico. Morì poco dopo e il ducato venne retto nuovamente dal fratello maggiore. 
La sua tomba nel castello di Harzburg venne violata, assieme a quella del nipote anch'esso morto da bambino Enrico, da dei contadini facinorosi nel 1074, nel contesto della rivolta sassone. 
Talvolta Corrado I non è numerato come duca di Baviera essendo chiamato anche Cuno, e per questo Corrado il Bambino talvolta è indicato come il primo dei Corradi a reggere il ducato. 

## Ascendenza
|                          |                           |                                | Genitori                   |  |  | Nonni |  |  | Bisnonni        |  |  | Trisnonni            |  |
|                          |                           |                                |                            |  |  |       |  |  | Enrico di Spira |  |  | Ottone I di Carinzia |  |
|                          |                           |                                |                            |  |  |       |  |  | Enrico di Spira |  |  | Ottone I di Carinzia |  |
|                          |                           | Giuditta di Carinzia           |                            |  |  |       |  |  | Enrico di Spira |  |  |                      |  |
| Corrado II il Salico     |                           |                                |                            |  |  |       |  |  | Enrico di Spira |  |  |                      |  |
|                          |                           | Adelaide di Metz               | Richard di Metz, probabile |  |  |       |  |  |                 |  |  |                      |  |
|                          |                           | Adelaide di Metz               | Richard di Metz, probabile |  |  |       |  |  |                 |  |  |                      |  |
|                          |                           | Adelaide di Metz               | Bertha di Metz, probabile  |  |  |       |  |  |                 |  |  |                      |  |
| Enrico III il Nero       |                           | Adelaide di Metz               |                            |  |  |       |  |  |                 |  |  |                      |  |
|                          |                           | Ermanno II di Svevia           | Corrado I di Svevia        |  |  |       |  |  |                 |  |  |                      |  |
|                          |                           | Ermanno II di Svevia           | Corrado I di Svevia        |  |  |       |  |  |                 |  |  |                      |  |
|                          |                           | Ermanno II di Svevia           | Richlind di Sassonia       |  |  |       |  |  |                 |  |  |                      |  |
| Gisella di Svevia        |                           | Ermanno II di Svevia           |                            |  |  |       |  |  |                 |  |  |                      |  |
|                          |                           | Gerberga di Borgogna           | Corrado III di Borgogna    |  |  |       |  |  |                 |  |  |                      |  |
|                          |                           | Gerberga di Borgogna           | Corrado III di Borgogna    |  |  |       |  |  |                 |  |  |                      |  |
|                          |                           | Gerberga di Borgogna           | Matilde di Francia         |  |  |       |  |  |                 |  |  |                      |  |
| Corrado II di Baviera    |                           | Gerberga di Borgogna           |                            |  |  |       |  |  |                 |  |  |                      |  |
|                          | Guglielmo IV di Aquitania | Guglielmo III di Aquitania     |                            |  |  |       |  |  |                 |  |  |                      |  |
|                          | Guglielmo IV di Aquitania | Guglielmo III di Aquitania     |                            |  |  |       |  |  |                 |  |  |                      |  |
|                          | Guglielmo IV di Aquitania | Gerloc                         |                            |  |  |       |  |  |                 |  |  |                      |  |
| Guglielmo V di Aquitania | Guglielmo IV di Aquitania |                                |                            |  |  |       |  |  |                 |  |  |                      |  |
|                          |                           | Emma di Blois                  | Tebaldo I di Blois         |  |  |       |  |  |                 |  |  |                      |  |
|                          |                           | Emma di Blois                  | Tebaldo I di Blois         |  |  |       |  |  |                 |  |  |                      |  |
|                          |                           | Emma di Blois                  | Liutgarda di Vermandois    |  |  |       |  |  |                 |  |  |                      |  |
| Agnese di Poitou         |                           | Emma di Blois                  |                            |  |  |       |  |  |                 |  |  |                      |  |
|                          |                           | Ottone I Guglielmo di Borgogna | Adalberto II d'Ivrea       |  |  |       |  |  |                 |  |  |                      |  |
|                          |                           | Ottone I Guglielmo di Borgogna | Adalberto II d'Ivrea       |  |  |       |  |  |                 |  |  |                      |  |
|                          |                           | Ottone I Guglielmo di Borgogna | Gerberga di Mâcon          |  |  |       |  |  |                 |  |  |                      |  |
| Agnese di Borgogna       |                           | Ottone I Guglielmo di Borgogna |                            |  |  |       |  |  |                 |  |  |                      |  |
|                          |                           | Ermentrude di Roucy            | Renaud di Rheims e Roucy   |  |  |       |  |  |                 |  |  |                      |  |
|                          |                           | Ermentrude di Roucy            | Renaud di Rheims e Roucy   |  |  |       |  |  |                 |  |  |                      |  |
|                          |                           | Ermentrude di Roucy            | Albérade di Hennegau       |  |  |       |  |  |                 |  |  |                      |  |
|                          |                           | Ermentrude di Roucy            |                            |  |  |       |  |  |                 |  |  |                      |  |